# Heinrich Welsch
Pour les articles homonymes, voir Welsch.
Heinrich Welsch (né le 13 octobre 1888 à Sarrelouis, mort le 23 novembre 1976 à Sarrebruck) est un homme politique allemand. Il fut premier ministre de la Sarre en 1955 et 1956. Pendant la guerre, il fut un soutien de Robert Schuman.
Dans les années 1934/1935, Welsch dirigea le bureau de la Gestapo à Trèves. Welsch a notamment fourni des listes de destinataires du journal "New Post Saar" (Ed.: John Hoffmann), compromettant 22 pasteurs, et des listes de fonctionnaires communistes de la Sarre. Cette information était en accord les bases de la persécution, de la torture et du meurtre pratiqués par les nazis[pas clair] et aurait même "inspiré" de tels préceptes. 